# Wojskowe Zakłady Lotnicze nr 2
Wojskowe zakłady lotnicze nr 2 w Bydgoszczy – polskie przedsiębiorstwo remontowe przemysłu lotniczego istniejące od 1945 roku, a pod obecną nazwą od roku 1983.

## Historia
Bydgoskie lotnisko, przy którym obecnie mieszczą się WZL nr 2 S.A., zostało odzyskane przez Polskę w 1920 roku na mocy Traktatu Wersalskiego. Historia zakładów lotniczych w Bydgoszczy rozpoczęła się w 1945 roku kiedy to wraz z frontem dotarły do miasta 817 Ruchome Warsztaty Polowe, które w 1946 roku otrzymały nazwę 3. Warsztaty Lotnicze aby po kilku kolejnych miesiącach przyjąć nazwę Lotnicze Warsztaty Nr 1. Początkowo zajmowano się w warsztatach naprawami płatowców oraz przeglądami i remontami silników lotniczych. Zakłady obsługiwały samoloty Po-2, Jak-9, Ił-2, Ił-10, Tu-2, Pe-2, Li-2.
W 1957 roku wśród remontowanych maszyn pojawiły się pierwsze samoloty z napędem odrzutowym. Ponownie zmienono nazwę zakładów na Lotnicze Zakłady Remontowe Nr 2. Wśród remontowanych i modyfikowanych samolotów były maszyny typu MiG-15, Lim-2, MiG-17 i ich wersje rozwojowe. W latach 80 rozpoczęto remonty polskich samolotów treningowych TS-11 Iskra. W szczytowym okresie pracowano przy 100 samolotach rocznie. Z uwagi na duże zapotrzebowanie na nowych pilotów w zakładach przebudowywano w dużej ilości wycofane z jednostek liniowych myśliwców Lim-1, a następnie Lim-2, na dwustery. W 1982 roku zakład otrzymał nazwę obowiązującą do dziś, a w 1989 roku rozpoczęto remonty Su-22. Również w Bydgoszczy wyremontowano i zmodernizowano poniemieckie samoloty MiG-29, które Polska zakupiła w 2004 roku. Do obsługi tych naddźwiękowych samolotów wymagane były nowe urządzenia kontrolne i aparatura, przygotowanie nowych powierzchni obsługowo-warsztatowych oraz wprowadzenia zmian organizacyjnych, uruchomienie produkcji nowego asortymentu oraz szkolenia personelu.
W 2008 roku Ministerstwo Obrony Narodowej przeprowadziło komercjalizację zakładów, które przyjęły nazwę WZL nr 2 S.A. Poza obsługą techniczną i remontami maszyn Sił Powietrznych RP zakłady mogą również naprawiać samoloty cywilne PZL-101 Gawron, PZL-110 Koliber oraz PZL-104 Wilga. W zakładach remontowane były również samoloty z innych krajów, MiG-15 i MiG-17 z Syrii, Egiptu i NRD, Su-22 z RFN i indyjskie Iskry.
W 2016 na terenie WZL Nr 2 oddano do użytku nowy hangar o powierzchni 7,8 tys. m kw., który umożliwił obsługę dużych samolotów transportowych i pasażerskich. Inwestycja ta związana jest z wieloletnią umową na wsparcie eksploatacyjne stacjonujących w Powidzu pięciu samolotów transportowych C-130E Hercules. Powstający obiekt podzielono na dwie części: obsługową (dla C-130), uruchomioną w styczniu 2016, oraz czynną od kwietnia 2016 część malarską, w której obok Herculesów malowane być mogą nawet samoloty pasażerskie o gabarytach Boeing 767-300 (do tamtego czasu największym samolotem pomalowanym w zakładach był Saab 350). Koszt budowy hangaru wyniósł 60 mln zł. Obiekt został nagrodzony dwoma wyróżnieniami, w tym tytułem „Budowa na medal Pomorza i Kujaw”.
W okresie od maja do listopada 2018 wzniesiono kolejny hangar (magazynowo-garażowy) o powierzchni prawie 4,4 tys. m kw., w którym przechowywany będzie sprzęt lotniskowy, przeznaczony na samochody lotniskowe i straży pożarnej, a także holowniki i urządzenia zasilające. Obiekt podzielono na kilka sektorów, m.in. magazynowy i garażowy z myjnią floty transportowej.
30 października 2019 ogłoszono komunikat o przejęciu przez WZL nr 2 dotychczasowych Wojskowych Zakładów Lotniczych nr 4 w Warszawie. Wartość przejmowanej spółki określono na 117,5 mln zł, a zakładów w Bydgoszczy na 240,5 mln zł.

## Zakres działalności
Zakłady są głównym partnerem wspierającym i zabezpieczającym eksploatację statków powietrznych Lotnictwa Sił Zbrojnych RP w tym Su-22, MiG-29, C-130 oraz F-16. Zakłady wykonują:
- pełne remonty płatowców obejmujące weryfikację, naprawę i malowanie
- obsługi i przeglądy okresowe
- naprawy awaryjne
- weryfikację i naprawy komponentów systemów samolotu z wyjątkiem silnika
- przedłużenia resursów technicznych
- produkcja i dostawy części zamiennych jednorazowych
- opracowywanie i wdrażanie aparatury kontrolno-pomiarowej i sprzętu naziemnego
- przygotowanie publikacji technicznych

W 2006 roku zakład rozpoczął głęboką modernizację wydziału powłok galwanicznych, czego efektem jest najnowocześniejsza obecnie w regionie galwanicznych, posiadająca możliwości nakładania standardowych oraz unikatowych powłok. Wykonywane są również cykliczne zmiany kamuflażu będącego także elementem zabezpieczenia samolotu przed negatywnym działaniem środowiska. Malowanie płatowca wykonywane jest co 6–8 lat i połączone z serwisem egzemplarza.

### Obsługa i remonty samolotów Sił Powietrznych
W ramach prac przy samolotach MiG-29 zakład przygotował do eksploatacji według stanu technicznego wszystkie 32 maszyny tego typu aktualnie używane. Ich resurs techniczny został przedłużony do 4000 godzin lotu i 40 lat eksploatacji, w miejsce oryginalnie przewidzianych przez producenta 2500 godzin lotu i 20 lat. Każda z maszyn serwisowana jest po sześciu latach lub 600 godzinach lotu. Serwis pojedynczego samolotu MiG-29 trwa cztery do pięć miesięcy. Od roku 2016 wszystkie samoloty mają otrzymać nowe jaśniejsze malowanie kamuflażowe, gdyż w czasie ćwiczeń z F-16, kamuflaż jaśniejszy sprawdzał się lepiej w próbach identyfikacji wizualnej. W czasie serwisu połączonego z malowaniem, zakłady przywracają samolotom również malowania indywidualne, jak wielkie odznaki kościuszkowskie na górnej powierzchni kadłuba i wizerunki słynnych polskich pilotów na statecznikach.
Zakłady są autorem i wykonawcą przeprowadzonej w latach 2011–2014 modernizacji samolotów MiG-29 polegającej na doposażeniu 16 samolotów używanych w 23. Bazie Lotnictwa Taktycznego w Mińsku Mazowieckim. Było to osiem samolotów z oryginalnej dostawy z ZSRR oraz osiem pozyskanych z Czech. Modyfikacja polegała na integracji nowoczesnych systemów awioniki i zbudowaniu otwartej architektury w oparciu o nowy komputer misji i szynę danych MIL BUS 1553 B. W 2007 roku zakłady przeprowadziły głęboką modernizację samolotu Su-22 dla Sił Powietrznych Angoli, która polegała na zabudowie i integracji nowego komputera misji, platformy laserowej EGI, celownika przeziernego HUD i wyświetlacza wielofunkcyjnego.
Ostatnim dużym sukcesem bydgoskich zakładów było zawarcie umowy na remont samolotów Su-22 Polskich Sił Powietrznych. Założono wykonanie prac remontowych na ogółem 18 samolotach. Zawarta umowa opiewa na 160 mln zł. W l. 2015-2017 roku każdorocznie wyremontowano po cztery samoloty Su-22M4 i dwa Su-22UM3K. Wraz z remontem samolotów, którego zadaniem jest przedłużenie resursów technicznych o kolejne 10 lat eksploatacji, samoloty podlegają modyfikacji w zakresie zabudowy drugiej radiostacji oraz zmiany wskazań i przyrządów w kabinie z wariantu metrycznego na anglosaski obowiązujący w NATO. Samoloty szkolno-bojowe wyposażane są w dodatkowy system rejestracji obciążeń konstrukcji, co pozwala nadzorować proces ich eksploatacji. Po zakończonym remoncie dotychczasowych Su-22 pomalowane zostały w nowy kamuflaż złożony z odcieni szarości.
W związku z wcieleniem do służby F-16 Jastrząb w zakładach rozpoczęto przygotowania do ich obsługi. Do końca 2014 w Bydgoszczy przeprowadzono odnawianie powłoki lakierniczej samolotów tego typu. Stara powłoka zdejmowana była metodą PMB, która polega na oczyszczaniu elementów aluminiowych i kompozytowych za pomocą strumienia sprężonego powietrza ze ścierniwem akrylowym typu V, importowanego z USA lub Wielkiej Brytanii. Następnie przygotowany samolot jest na nową powłokę Have Glass II, a proces odnowienia powłoki lakierniczej F-16 to 30 dni. Zakład wykonuje remonty dla komponentów podwozia, serwisuje elementy elektryczne i pneumohydrauliczne oraz wybrane komponenty awioniki.
W 2016 w ramach Polskiej Grupy Zbrojeniowej w bydgoskich WZL nr 2 powstało Centrum Kompetencyjne Systemów Bezzałogowych Statków Powietrznych, które miało się zająć pracami projektowymi i produkcją dronów, czyli „bezzałogowych statków powietrznych klasy taktycznej krótkiego zasięgu”. Pod koniec listopada 2018 podpisano umowę między Inspektoratem Uzbrojenia MON a konsorcjum spółek z udziałem WZL nr 2, a także PIT-Radwar S.A., na dostawę dwunastu dronów Orlik o długości prawie 3 m i rozpiętości skrzydeł 5,4 m, przeznaczonych do długotrwałego prowadzenia w dzień i w nocy rozpoznania na rozległym obszarze, w różnych warunkach terenowych i klimatycznych. Wartość umowy wynosi 789,7 mln zł. Osiem zestawów miało być dostarczonych w latach 2021–2023, a opcja na cztery kolejne może być wykorzystana w l. 2023-2026. W praktyce jednak produkcji dronów nie podjęto.
W związku z zawieszeniem lotów MiG-29 w latach 2018–2019 po katastrofie pod Pasłękiem z dnia 6 lipca 2018, WZL nr 2 poniosły wielomilionowe straty z powody utraty przychodów płynących z remontu tych samolotów.
W końcu 2021 WZL nr 2 działając w ramach polsko-amerykańsko-holenderskiego konsorcjum z firmami AAR Government Services z Clearfield i Droogdokkeneiland (Daedalus Aviation Group) z Tilburga uzyskał kontrakt na wykonywanie do 2032 remontów generalnych należących do USAF myśliwców F-16C/D, stacjonujących w bazie Hill w stanie Utah.
29 grudnia 2021 Minister Obrony Narodowej zatwierdził umowę na dostawę 25 zestawów bezzałogowych systemów powietrznych klasy mini pod kryptonimem WIZJER, wraz z pakietem logistycznym i szkoleniowym.

## Działalność produkcyjna
WZL Nr 2 S.A. dysponują nowoczesnym i wysoko wyspecjalizowanym wydziałem mechanicznym, który jest systematycznie modernizowany. Zakłady dysponują piecem do obróbki stopów aluminiowych oraz piecem do hartowania w próżni i gazach obojętnych. Działanie obejmuje grawerowanie, toczenie, frezowanie, spawanie, szlifowanie, cięcia strumieniem wody i prace blacharsko-ślusarskie. Pozwala to na bycie dla zakładu producentem części zamiennych dla statków powietrznych, jak i osprzętu hangarowo-lotniskowego. Zakład posiada również własny dział badawczo-rozwojowy zajmujący się opracowywaniem i wdrażaniem nowych technologii i systemów elektronicznych.

## Kierunek cywilny
Zakłady zajmują się obsługą hangarową i liniową statków powietrznych Cirrus SR20 i SR22, Cessna 150, 152, 172 i 182, Piper PA-34-200 Seneca, PA-34-220T, PZL-104 Wilga 35 i 80, PZL-110 Koliber i Koliber 150 oraz Antonow An-2. Prowadzą jedyne autoryzowane przez producenta samolotów typu Cirrus centrum serwisowe. Centrum Serwisowe wyposażone zostało w szereg urządzeń diagnostycznych do samolotów Cirrus, dzięki którym możliwe jest wykonywane wielu specjalistycznych obsług i testów. W serwisie wykonywane są obsługi po: 50 godzinach, 100 godzinach i roczne, a także pozostałe naprawy zgodnie z zatwierdzeniem lub uzgodnieniem z producentem i Urzędem Lotnictwa Cywilnego. W ostatnich latach usługi dla sektora cywilnego generują poniżej 10% przychodów zakładów. Zakład inwestuje w proces uzyskiwania uprawnień personelu i zdobywania certyfikatów.

## Galeria

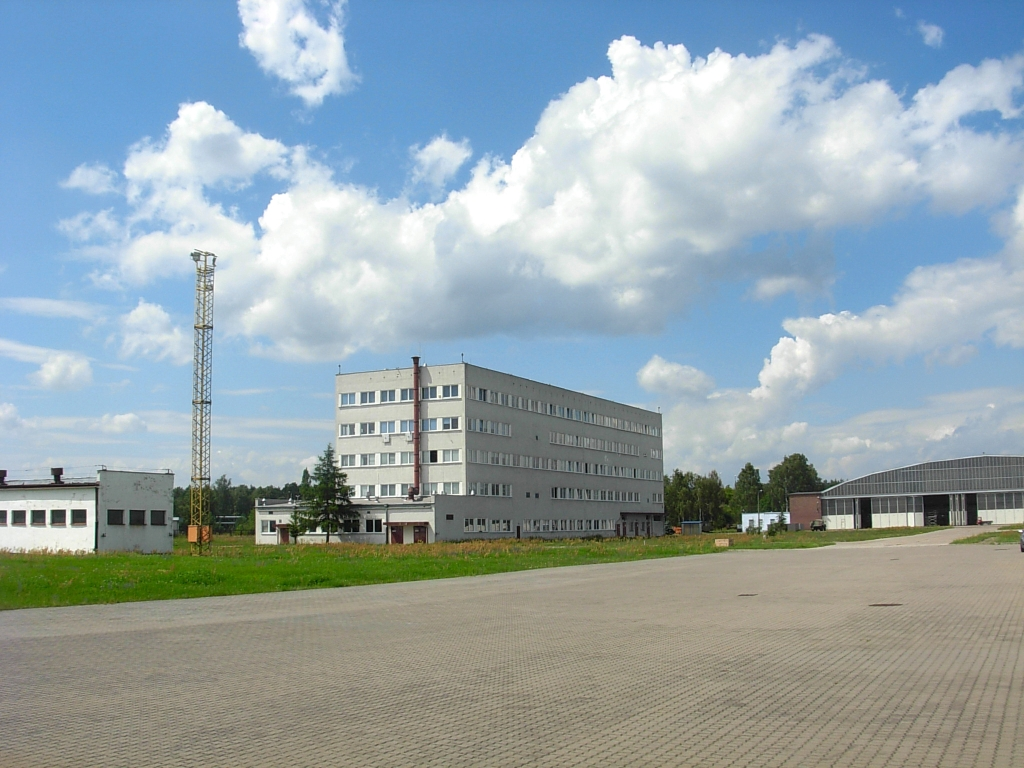
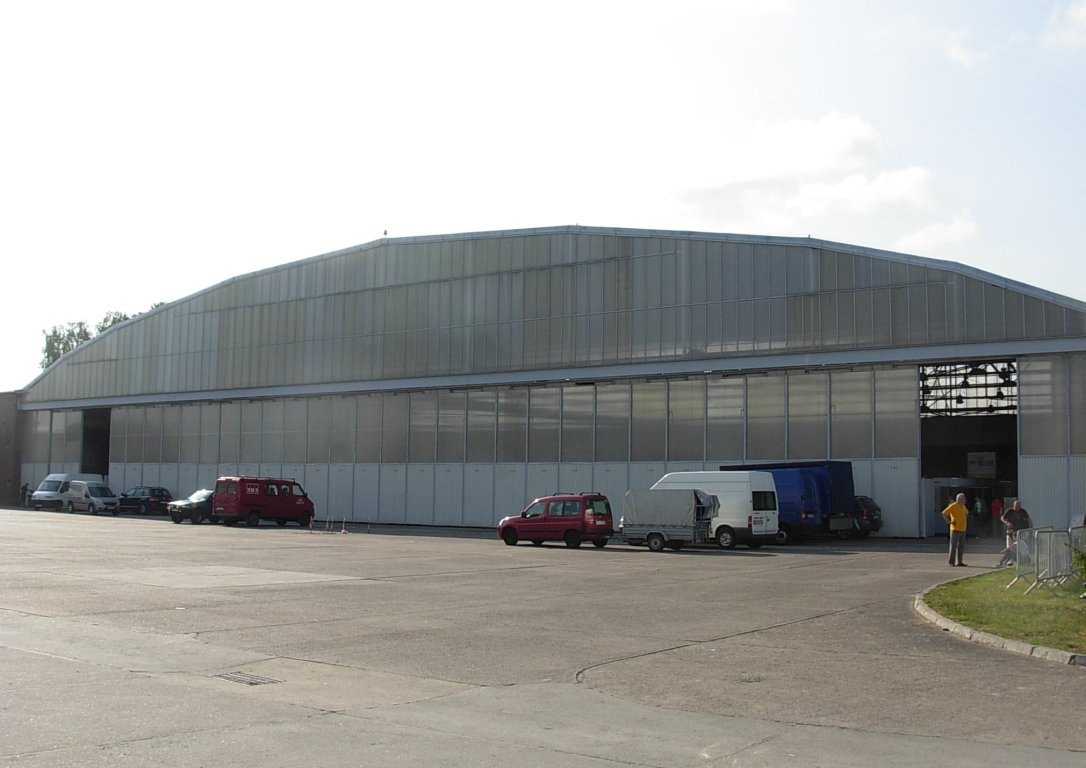
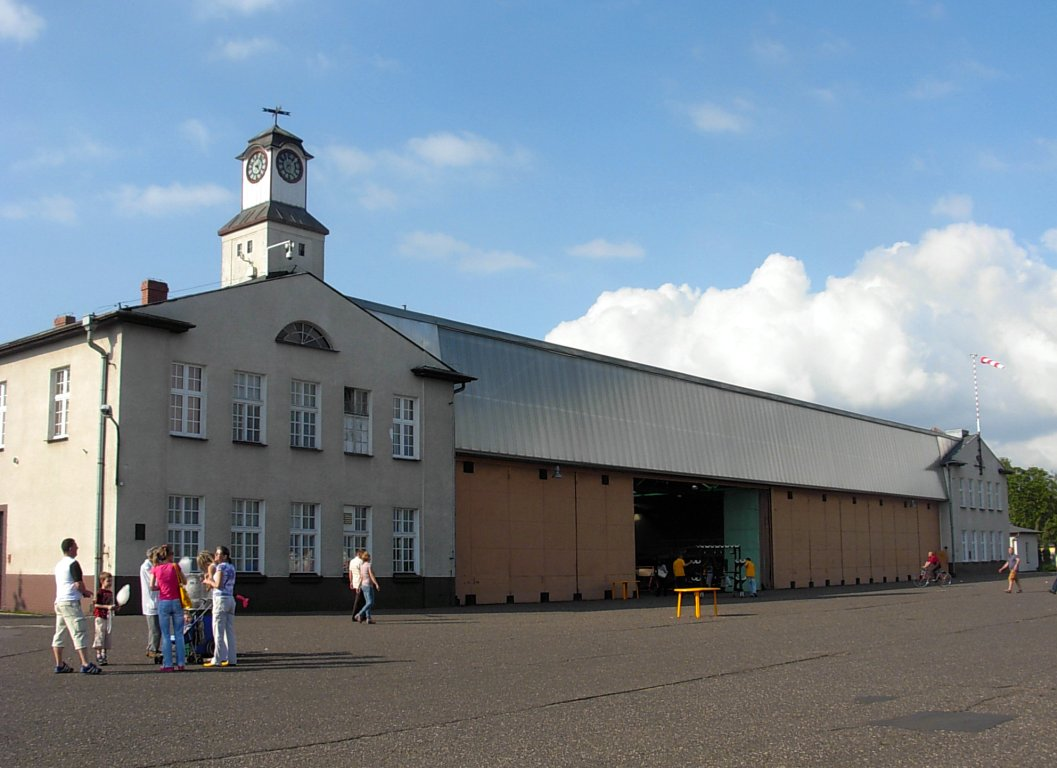
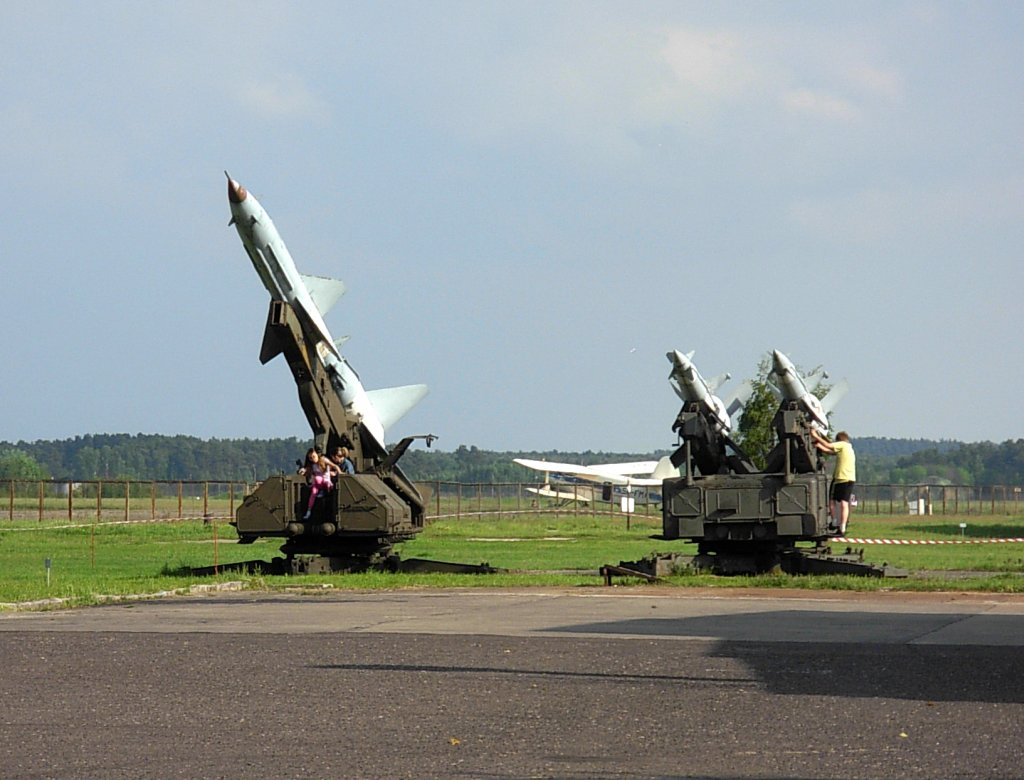